# 新山真理
新山 真理（にいやま まり、10月27日 - ）は、日本の女性漫談家、元漫才師。落語芸術協会所属。本名は、山中 奈緒美。出囃子は『虹をわたって』。

## 来歴
東京都中野区出身。
実践女子短期大学英文科卒業後、1980年に新山ひでやに入門する。1982年より漫才コンビ「新山絵理・真理」を結成する。コンビとして『ザ・テレビ演芸』チャンピオン、『お笑いスター誕生』サバイバルシリーズ準優勝など順調に実績を作り、1986年には第34回NHK漫才コンクールで最優秀賞を受賞。
しかし、相方の絵理の結婚・引退に伴い、一時期、一門の別の相方（妃衣子）とのコンビ｢びいどうし｣を経て、ピン芸人に転向。「関東で唯一の女性漫談」として主に寄席定席などで活動する。
1997年、落語芸術協会所属の落語家などにより結成されたハワイアン・バンド『アロハマンダラーズ』に加入。ウクレレ・ヴォーカルのほか、進行役を担当している。

## 人物
- 趣味はゴルフ（ハンデ30）、プロ野球観戦（横浜DeNAベイスターズのファン）[1]。
- 特技は占いで、生年月日と血液型で性格相性診断する[1]。

## 出演番組
- 文化放送「サントリー出前寄席」レギュラー司会
- テレビ東京「お笑い名人会」準レギュラー